# Scourie

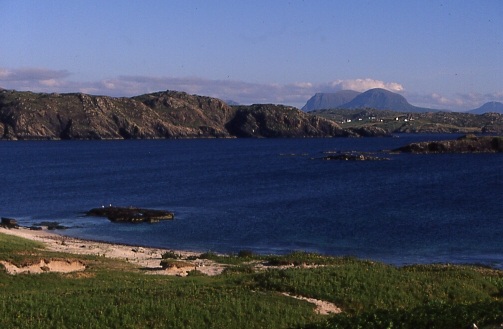
Quinag y Scourie al otro lado del estrecho de Handa.

Scourie (gaélico escocés Sgobharaidh, históricamente escrito "Scoury") es un pueblo en la costa noroccidental de Escocia, aproximadamente a medio camino entre Ullapool y Durness. Está en el condado tradicional de Sutherland, hoy parte de la región de las Tierras Altas, y la población del pueblo está justo por encima de los doscientos habitantes. Es conocida como el lugar de nacimiento de Hugh Mackay, un general británico del siglo XVII. El nombre proviene del gaélico por Shed Sheiling - un lugar construido en piedra para protección usado en los meses de verano.
La cercana isla de Handa es una reserva natural y el lugar de una gran colonia de pájaros marinos, incluyendo frailecillos, págalos, araos y alcas. Las palmeras en los terrenos de Scourie House cerca del puerto se dice que son los ejemplares más al norte del mundo que no crecen en condiciones artificiales. Sin embargo, esta es una concepción errónea. Las "palmeras" en esos terrenos son de hecho Cordyline australis, un árbol originario de Nueva Zelanda que se encuentra en las tierras bajas y en zonas montañosas. En el Reino Unido es conocido como "Torbay Palm" o "Cornwall Palm".
El pueblo tiene establecimientos para turistas en varios hoteles pequeños, incluido el Scourie Hotel, Bed and Breakfasts y un cámping.  Sin embargo, todos cierran desde octubre a marzo aparte del Scourie Guest House que está abierto todo el año. Fuera de temporada, el lugar con servicios más cercano de restaurantes y alojamientos es Ullapool.
Pescar es una atracción popular debido al gran número de lochs de agua dulce en esta remota región.
Scourie alberga los partidos de un equipo de shinty, Kinlochbervie Camanachd Club